# (17351) Phidippe
(17351) Phidippe, désignation internationale (17351) Pheidippos, est un astéroïde troyen jovien.

## Description
(17351) Phidippe est un astéroïde troyen jovien, camp grec, c'est-à-dire situé au point de Lagrange L4 du système Soleil-Jupiter. Il présente une orbite caractérisée par un demi-grand axe de 5,167 UA, une excentricité de 0,096 et une inclinaison de 15,3° par rapport à l'écliptique.
Il est nommé en référence au personnage de la mythologie grecque Phidippe, acteur du conflit légendaire de la guerre de Troie.

## Compléments